# Hedychium forrestii
Hedychium forrestii är en enhjärtbladig växtart som beskrevs av Friedrich Ludwig Diels. Hedychium forrestii ingår i släktet Hedychium och familjen Zingiberaceae.

## Underarter
Arten delas in i följande underarter: